# Биометрическое устройство

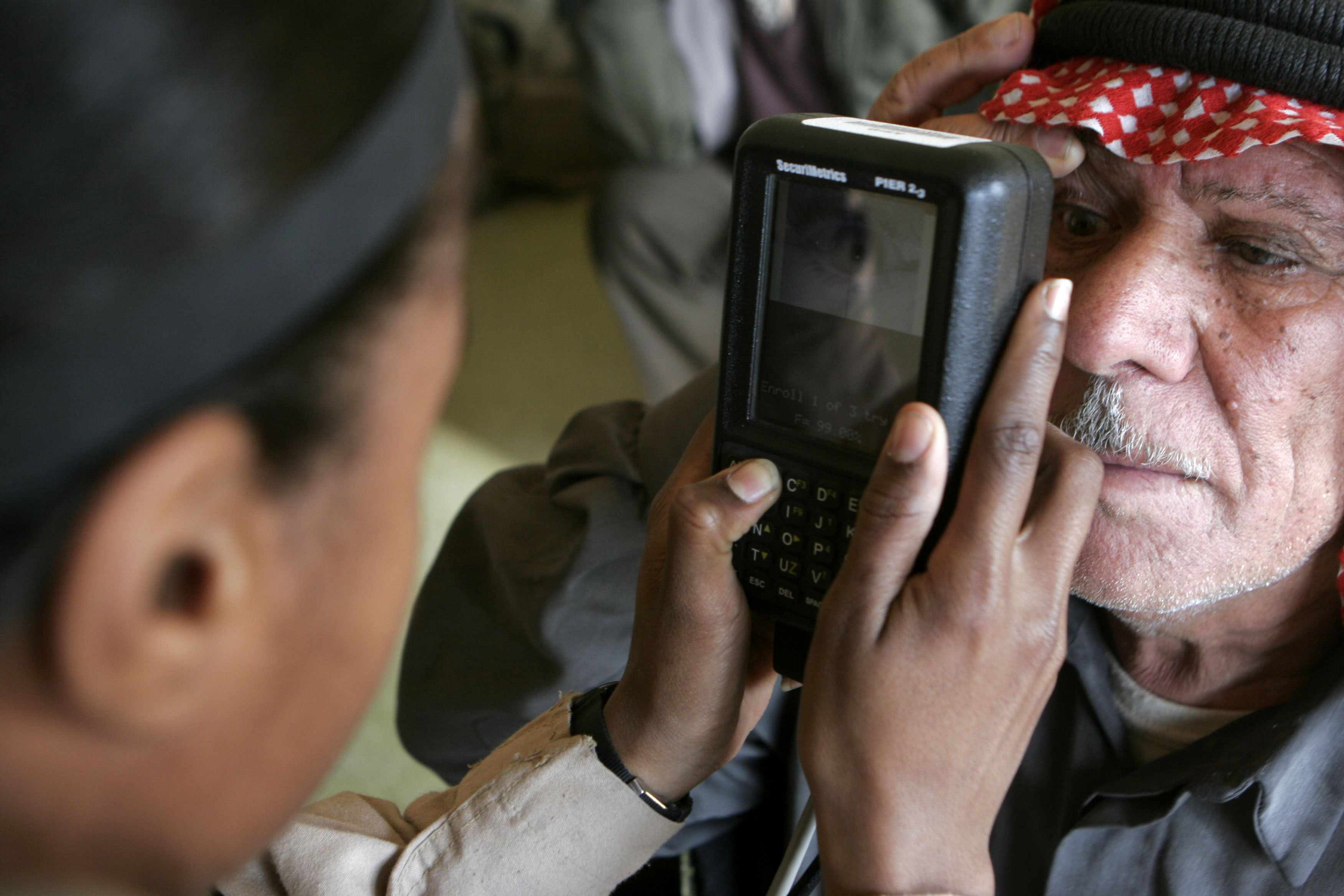
IRIS scanner in action to identify people

Биометрическое устройство — устройство для идентификации и аутентификации. Биометрическое устройство является устройством идентификации и аутентификации безопасности. В таких устройствах используются автоматизированные методы распознавания личности живого человека на основе физиологических или поведенческих характеристик. Эти характеристики включают в себя отпечатки пальцев, изображения лица, радужную оболочку и распознавание голоса.

## История
Биометрические устройства знакомы человеку уже длительный период времени. Неавтоматизированные биометрические устройства использовались ещё с 500 г. до н. э., что видно на вавилонских глиняных табличках с записями деловых операций и отпечатками пальцев. Автоматизация в биометрических устройствах впервые появилась в 1960-х годах, когда ФБР представило Индентимат — устройство проверки отпечатки пальцев для ведения базы судимостей. Первые устройства измеряли форму руки и длину пальцев. Хотя система была свернута в 1980-х годах, она создала прецедент для будущих биометрических устройств.

## Виды
Для доступа пользователей используются особенности человеческого тела. На их основе выделяются следующие биометрические устройства:
- Химические: анализируют сегменты ДНК.
- Визуальные: распознавание IRIS, распознавание лиц, распознавание пальцев и распознавание сетчатки.
- Поведенческие: анализируют скорость, ширину почерка и давление ручки, индивидуальные для каждого человека.
- Обонятельные: различают запахи разных пользователей.
- Слуховые: анализируют голос.

## Применение

### Рабочие места

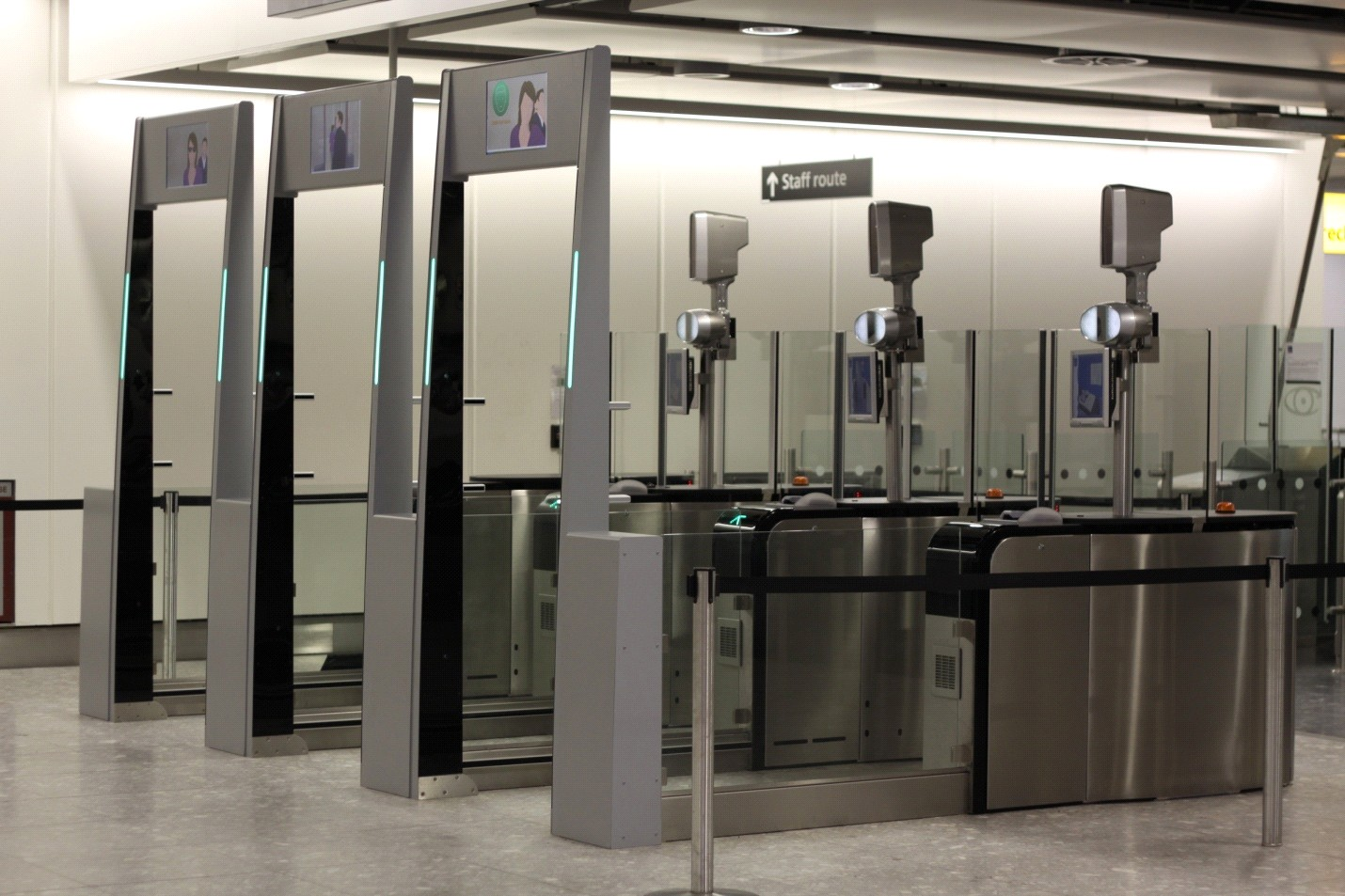
IRIS and Fingerprint recognition at Heathrow Terminal 4

С увеличением «Buddy Punching»(когда сотрудники прикрывают отсутствие товарищей в рабочее время), работодатели обратились к технологии распознавания отпечатков пальцев. Также биометрические устройства обеспечивают надёжные способы сбора данных о часах работы сотрудников, так как у каждого уникальные биометрические данные.

### Иммиграция
По мере роста спроса на авиаперевозки и увеличения числа людей современные аэропорты вынуждены внедрять технологии для снижения количества длинных очередей. Биометрия внедряется во все большем количестве аэропортов, поскольку эта система позволяет быстро распознавать пассажиров. Одним из таких примеров является Международный аэропорт Дубая, планирующий внедрить технологию IRIS on the move (IOM), которая должна способствовать беспрепятственному вылету и прибытию пассажиров в аэропорт.

### Карманные устройства
Датчики отпечатков пальцев можно найти уже и на мобильных устройствах. Этот датчик используется для разблокировки устройства и авторизации таких действий, как, например, передача денег и файлов. Его можно использовать для предотвращения использования устройства посторонним лицом.

## Современные биометрические устройства

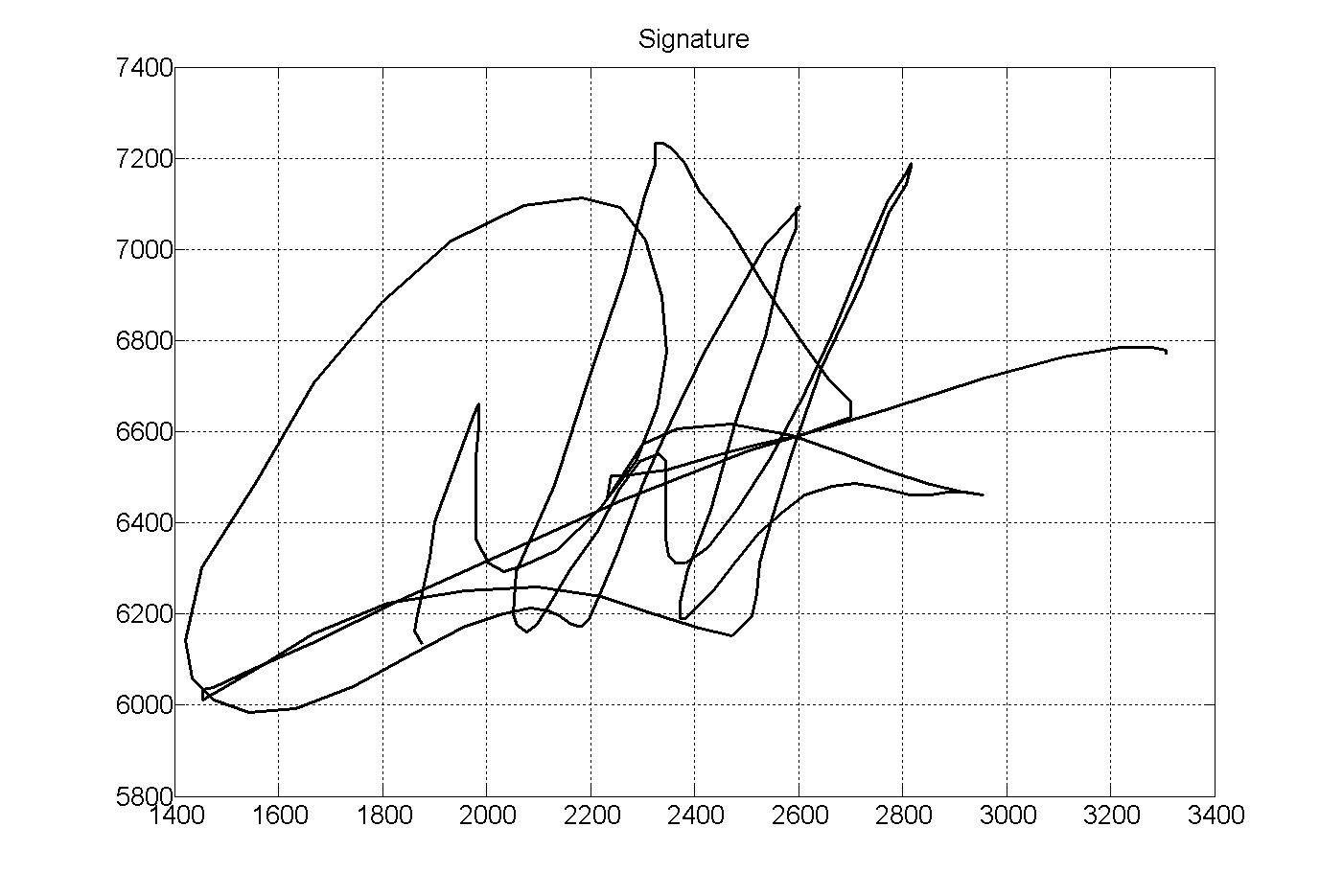
The signature is authenticated by the spaces taken in each square

### Система распознавания персональных сигнатур
Это одна из наиболее признанных и приемлемых биометрических характеристик в корпоративной среде. Эта система учитывает множество параметров, например, давление, оказываемое при касании, скорость движения руки и угол между поверхностью и ручкой, используемой для подписи. Также имеется возможность учиться на пользователях, так как стили подписи для одного и того же человека различаются. Следовательно, взяв образец данных, эта система способна повысить собственную точность.

### Система распознавания Iris
Данная система использует устройство, сканирующее сетчатку глаза пользователя и затем сопоставляющее результат с хранящимися в базе данных. Это одна из самых надёжных форм аутентификации, так как отпечатки пальцев могут быть оставлены на какой-либо поверхности, а отпечатки радужной оболочки чрезвычайно трудно украсть. Распознавание Iris широко применяется организациями, работающих с большими потоками людей. Одной из таких систем является идентификация Aadhar, проводимая индийским правительством для учёта населения. Выбор такой системы обоснован тем, что радужная оболочка глаза практически не эволюционирует при жизни.

## Проблемы современных биометрических устройств

### Биометрический спуфинг

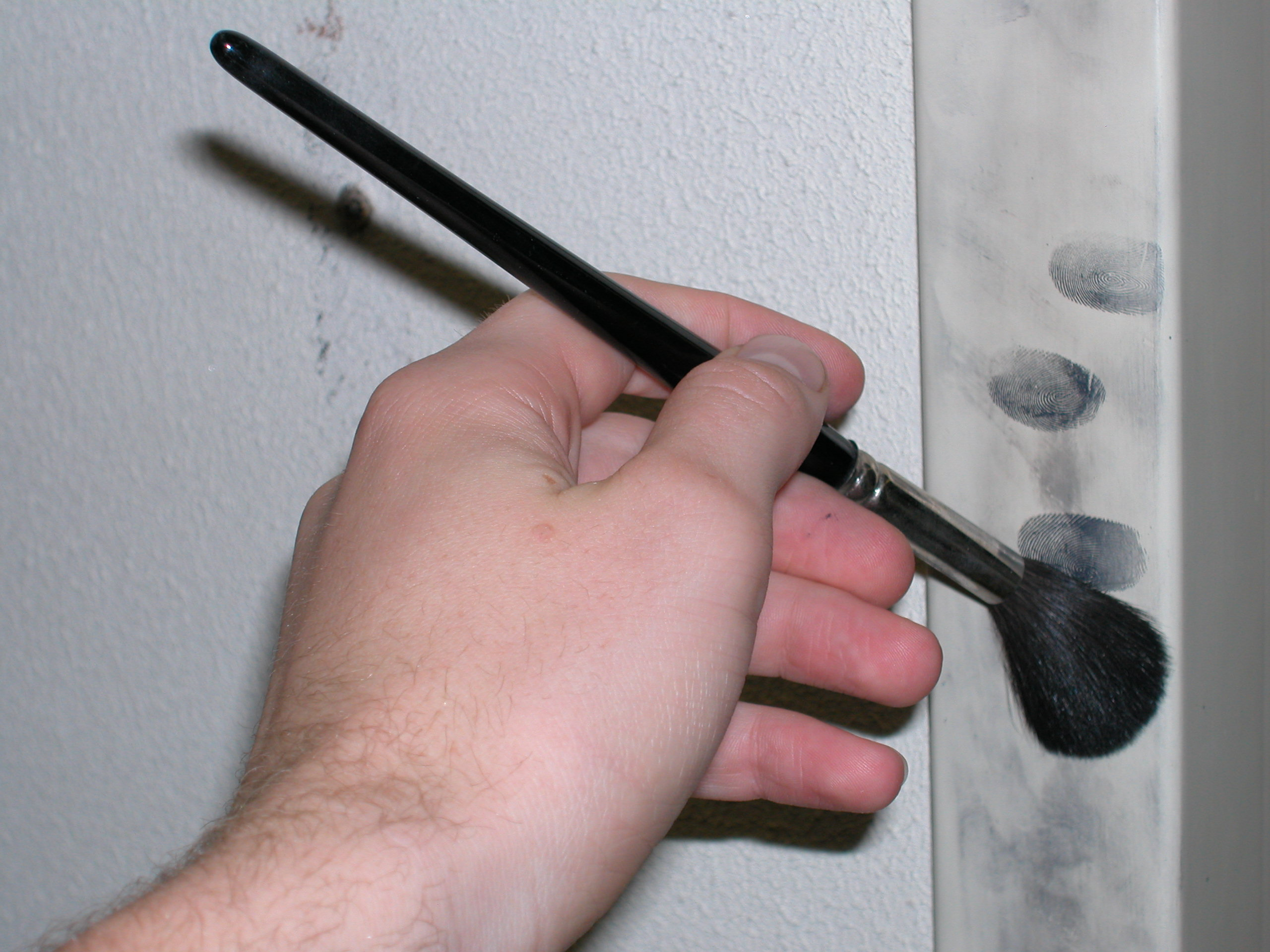
Using fine powder and a brush to reveal and copy fingerprints

Биометрическая спуфинг — это метод обмана системы управления биометрической идентификации, при котором биометрическому сканеру дан поддельный материал. Этот материал имитирует уникальные биометрические характеристики человека, чтобы запутать систему и получить доступ к конфиденциальным данным.
Один из таких громких случаев подделки биометрических данных был связан с тем, что отпечаток пальца министра обороны Германии Урсулы фон дер Лейен был успешно воспроизведён группой Chaos Computer Club Group. Группа использовала высококачественные объективы и делала снимки с расстояния 6 футов. Они использовали профессиональное программное обеспечение для работы с пальцами и нанесли на карту контуры отпечатка пальца министра. Однако, есть метод противедействия спуфингу. Используя принцип пульсовой оксиметрии, то есть измеряя оксигенацию крови и частоту сердечных сокращений можно ввести дополнительный уровень защиты. Это уменьшает количество атак, подобных упомянутой выше, хотя этот способ коммерчески не применим из-за высоких затрат.

### Точность
Точность является серьёзной проблемой при биометрическом распознавании. Пароли все ещё чрезвычайно популярны, потому что пароль статичен по своей природе, в то время как биометрические данные могут подвергаться изменениям (голос становится тяжелее из-за полового созревания, появление шрамов на лице, может привести к неправильному сканирования лица). При тестировании распознавания голоса в качестве замены систем на основе PIN-кодов Barclays сообщил, что их система распознавания голоса на 95 процентов точна. Эта статистика означает, что многие голоса клиентов могут быть не распознаны, даже если они верны. Эта неопределённость может привести к более медленному внедрению биометрических устройств.

## Преимущества биометрических устройств
- Биометрические данные уникальны для каждого человека, а их взлом является сложным[11], что делает устройства данного типа более безопасным, чем традиционные методы аутентификации, так как пароли могут быть легко украдены или забыты. Исследование, проведённое среди пользователей Yahoo, показало, что как минимум 1,5 процента[12] пользователей каждый месяц забывают свои пароли, поэтому доступ к услугам сервиса становится более длительным для потребителей, ведь процесс восстановления паролей занимает много времени. Эти недостатки традиционных паролей делают биометрические устройства более эффективными и сокращают усилия конечного пользователя.

## Будущее
Исследователи работают над изучением недостатков современных биометрических устройств и разрабатывают новые, в которых вероятность подделки или искажения данных уменьшается. Разрабатываемые технологии:
- Военная академия США разрабатывает алгоритм[13], который позволяет идентифицировать способы взаимодействия каждого человека со своими компьютерами; Этот алгоритм учитывает уникальные черты, такие как скорость набора текста, ритм написания и типичные ошибки правописания. Эти данные позволяют алгоритму создать уникальный профиль для каждого пользователя, комбинируя их многочисленные поведенческие и стилометрические данные.
- Недавнее нововведение Кеннета Окереафора[14] и[15] представило оптимизированный и надёжный способ применения метода биометрического определения живучести с использованием метода рандомизации признаков. Эта новая концепция потенциально открывает новые способы более точного определения биометрического спуфинга и делает авторизацию самозванца практически невозможной в будущих биометрических устройствах. Моделирование алгоритма биометрического определения живучести Кеннета Окереафора с использованием трёхмерной мультибиометрической структуры, состоящей из 15 параметров живучести по признакам отпечатка лица, отпечатка пальца и радужной оболочки, привело к эффективности системы в 99,2 % на 125 различных комбинациях рандомизации. Уникальность инноваций Окереафора заключается в применении некоррелированных биометрических параметров, включая внутренние и непроизвольные биомедицинские параметры, такие как моргание глаз, пульсоксиметрия, спектроскопия пальцев, электрокардиограмма, потоотделение и т. д.
- Группа японских исследователей создала систему[16], которая использует 400 датчиков в кресле для определения контуров и уникальных точек давления, создаваемых человеком. Утверждается, что этот аутентификатор derrière, продолжающий улучшаться и модифицироваться, имеет точность в 98 % и применяется в механизмах противоугонных устройств для автомобилей.
- Изобретатель Лоуренс Ф. Глейзер разработал и запатентовал технологию, которая на первый взгляд похожа на дисплей высокой четкости. Однако, в отличие от дисплеев с двумерными пиксельными массивами, эта технология включает в себя пиксельные стеки, выполняющих ряд целей и ведущих к получению мультибиометрического изображения. Считается, что это первое искусственное устройство, которое может захватывать 2 или более различных биометрических данных из одной и той же области стеков пикселей (образующих поверхность) в одно и то же время, позволяя данным формировать третью биометрическую информацию, которая представляет собой более сложный образец относительно того, как входные данные выровнены. Примером может быть захват отпечатка пальца и капиллярного рисунка в один и тот же момент. С этой технологией существуют и другие возможности, такие как сбор данных Кирлиана, которые гарантируют, что палец двигался во время события, или захват деталей кости, образующих другую биометрическую информацию. Концепция стекирования пикселей для достижения повышенной функциональности за счёт меньшей площади поверхности сочетается с возможностью испускать любой цвет из одного пикселя, что устраняет необходимость в излучении поверхности RGB (RED GREEN BLUE).[17]